# Alice (Tom Waits-album)
Az Alice Tom Waits tizennegyedik stúdióalbuma, mely 2002-ben jelent meg az Epitaph Records gondozásában (Anti- néven). Az album az Alice című színdarabhoz írt dalok többségét tartalmazza. A színdarabot Robert Wilson rendezte, akivel Waits korábban a The Black Rider című darabon dolgozott együtt. Az Alice Waits Blood Money című albumával együtt jelent meg. A dalokat bootlegként a hivatalos megjelenés előtt The Alice Demos néven számos változatban kiadták. Feltehetően Waits 1992-ben feltört autójából tulajdoníthatták el ezeket a felvételek.
A Poor Edwards cím dal ihletője Edward Mordrake volt: egy állítólag 19. században élt, meglehetősen gazdag, nemes családi körülmények között élt személy, aki két arccal rendelkezett.

## Dalok
Dalszerzők: Tom Waits és Kathleen Brennan.
1. Alice – 4:28
2. Everything You Can Think – 3:10
3. Flower's Grave – 3:28
4. No One Knows I'm Gone – 1:42
5. Kommienezuspadt – 3:10
6. Poor Edward – 3:42
7. Table Top Joe – 4:14
8. Lost in the Harbour – 3:45
9. We're All Mad Here – 2:31
10. Watch Her Disappear – 2:33
11. Reeperbahn – 4:02
12. I'm Still Here – 1:49
13. Fish & Bird – 3:59
14. Barcarolle – 3:59
15. Fawn – 1:43 (instrumentális)

## Közreműködők
- Tim Allen – scraper (5)
- Ara Anderson – trombita (1, 13), kürtök (11, 13)
- Myles Boisen – bendzsó (11)
- Andrew Borger – dobok (5), ütőhangszerek (5)
- Matt Brubeck – cselló (2-6, 8, 10, 12, 13), basszusgitár (14)
- Bent Clausen – csengő (2), zongora (7, 14)
- Stewart Copeland – trap kit (7)
- Joe Gore – elektromos gitár (7)
- Dawn Harms – hegedű (3, 4, 10, 12-14), violinofon (4, 6, 8, 13)
- Carla Kihlstedt – hegedű (8, 9, 11, 15)
- Eric Perney – basszusgitár (1)
- Nik Phelps – kürt (2), trombita (2)
- Bebe Risenfors – violinofon (2), viola (3, 4, 6), klarinét (3, 5, 13), Baby Bass (5, 7), marimba (5), ütőhangszerek (5), fiddle (8)
- Gino Robair – dobok (1), ütőhangszerek (9, 11), marimba (15)
- Matthew Sperry – bass (9, 11, 14, 15)
- Colin Stetson – szaxofon (1, 5, 14), klarinét  (9, 11, 12, 15)
- Larry Taylor – basszusgitár (2-8, 13), elektromos gitár (2), akusztikus gitár (5, 7), ütőhangszerek (5)
- Tom Waits – ének, zongora (1, 3, 6, 9, 11-15), Mellotron (2), Chamberlin vibrafon (2, 14), pod shaker (2, 5), harmónium (3, 4, 7, 8, 10, 13), stomp (5), hegedű (9), Chamberlin (11), harangjáték (13), cimbalom  (14)

## Helyezések
| Chart (2013)                                  | Peak position |
| --------------------------------------------- | ------------- |
| Ausztrália (ARIA Top 50 Albums)               | 26            |
| Ausztria (Ö3 Austria Top 40)                  | 3             |
| Belgium (Ultratop Flandria)                   | 7             |
| Dánia (Hitlisten Album Top 40)                | 3             |
| Hollandia (Dutch Charts Album Top 100)        | 16            |
| Új-Zéland (Recorded Music NZ Top 40 Albums)   | 48            |
| Finnország (Musiikkituottajat Albumit Top 50) | 27            |
| Franciaország (SNEP Album Top 100)            | 27            |
| Németország (Offizielle Top 100)              | 10            |
| Olaszország (FIMI Album Top 20)               | 5             |
| Norvégia (VG-lista Album Top 40)              | 3             |
| Svédország (Sverigetopplistan Top 60 Albums)  | 13            |
| Svájc (Schweizer Hitparade Top 100 Albums)    | 24            |
| Egyesült Királyság (UK Albums Chart)          | 20            |
| USA Billboard 200                             | 33            |